# Gabino Cué Monteagudo
Gabino Cué Monteagudo (Oaxaca de Juárez, 23 de febrero de 1966) es un político y economista mexicano. Fue presidente municipal de Oaxaca de Juárez del año 2002 al 2004. Posteriormente Senador por Oaxaca de primera fórmula del 2006 al 2010. Desde el año 2010 y hasta el 2016 se desempeñó como Gobernador de Oaxaca.

## Biografía
Cursó la educación básica en instituciones públicas en el estado de Oaxaca. Recibió la licenciatura en Economía por el Instituto Tecnológico de Estudios Superiores de Monterrey, donde obtuvo una beca para cursar la maestría en Dirección Económica-Financiera, en el Instituto de Directivos de Empresa de Madrid. Además realizó estudios de doctorado en Hacienda y Economía del Sector Público, en la Universidad Complutense de Madrid.

## Carrera política
En 1994 se integró al Gobierno del estado de Oaxaca, entonces presidido por el Partido Revolucionario Institucional (PRI), donde ocupó diversos cargos como servidor público: asesor y secretario técnico del gobernador entonces priista, Diódoro Carrasco Altamirano. En 1998, en el sexenio del presidente Ernesto Zedillo se integró a la Secretaría de Gobernación, en donde se desempeñó en distintos cargos, entre ellos, secretario técnico de la subsecretaria de gobierno, secretario particular del secretario de gobernación ( Diódoro Carrasco) y subsecretario de Comunicación Social.
Fungió como Presidente Municipal de Oaxaca de Juárez durante el período 2002-2004, por el Partido Convergencia, ya que su entonces partido el PRI le negó la candidatura por el tricolor, renunciando al PRI y uniéndose al nuevo partido Convergencia, ganando por una gran ventaja, en ese entonces el gobernador José Murat creó una guerra mediática y de intimidación en contra de Cue y de sus seguidores, persiguiendo incluso a familiares de los simpatizante políticos de Cué, la ciudadanía de Oaxaca voto en contra de Murat y ganó Gabino la presidencia municipal.
En 2004, fue candidato a Gobernador de Oaxaca por una alianza opositora entre el PAN, PRD y Convergencia. Siendo electo Ulises Ruiz Ortiz, candidato del PRI en unas elecciones muy competidas y cuestionadas.
En 2006 lanzó su candidatura, al Senado de la República para el periodo 2006-2012, siendo postulado por la Coalición Por el Bien de Todos, logrando el triunfo electoral.
En las elecciones de 2010 en Oaxaca que se llevaron a cabo el 4 de julio, integró la coalición Unidos por la Paz y el Progreso, conformada por los partidos PAN, PRD, Convergencia y PT,
 resultando ganador del proceso electoral. Recibió la constancia de mayoría y el nombramiento como gobernador electo el 11 de julio de 2010, con 17 funcionarios, entre los que se encontraban Irma Piñeyro Arias, Marco Tulio López, Netzahualcóyotl Salvatierra López  Archivado el 9 de enero de 2018 en Wayback Machine. o Manuel de Jesús López López.